# 한스 홀바인
한스 홀바인(Hans Holbein ; 1497년 ~ 1543년)은 독일의 화가이다. 아우크스부르크에서 출생하였으며, 화가였던 아버지로부터 큰 감화를 받으며 자랐다. 헨리 8세의 궁정 화가로 특히, 초상화에 능하여 신성한 것과 세속적인 것이 동등하게 그려진 종교적인 기풍 등으로 인해 독일 최대의 화가로 일컫는다. 작품으로는 <헨리 8세>, <모레테 상>, <에라스무스>, <죽음의 무도>, <대사들> 등이 있다.

## 생애
독일 르네상스 회화의 최후를 장식하는 화가로 아우크스부르크에서 출생하였다. 동명인 부친도 당시의 중요한 화가였고 아들인 홀바인도 처음에는 부친 아래서 배웠으며, 1515년 당시 유럽의 문화적 중심지였던 바젤에 가서 그곳에서 화가의 지위를 확립하였다. 이곳에서 1526년까지 머문 후에 약 2년간을 런던에 체재하였다가 다시 바젤로 돌아왔다(1526∼1528). 이 제1차 런던 체재중에 이미 초상화가로서의 역량을 인정받고 있던 그는 재차 런던 행차를 결의, 일단 고향인 아우크스부르크에 갔다가 1532년에 런던으로 건너가 거기에서 안주하여 1543년에 사망하였다. 그 동안의 1536년에는 헨리 8세의 궁정화가에 임명된 적도 있다.

## 평가
홀바인은 유럽에 있어서 고금을 통하여 최대의 초상화가의 한 사람으로 꼽히고 있으며, 뒤러와 크라나흐가 대표하는 독일 르네상스의 빛나는 초상화 예술의 전통을 그 정점에까지 끌어 올린 공적은 매우 크다. 모델에 대한 냉정하고 예리한 관찰과 정확하고 극명을 다한 세부 묘사, 명쾌한 화면 구성, 나아가서 작품을 단순한 초상화에 그치지 않고 인물의 성격에 대한 투철한 이해력 등을 그의 특색으로 하는 홀바인의 예술은, 가령 <로트르담의 에라스무스>(1523년, 파리 루브르 미술관 소장)와 <게오르크 초상>(1532년, 베를린 다름미술관)에 그 진가를 찾아볼 수가 있다.

## 주요 작품

The Ambassadors
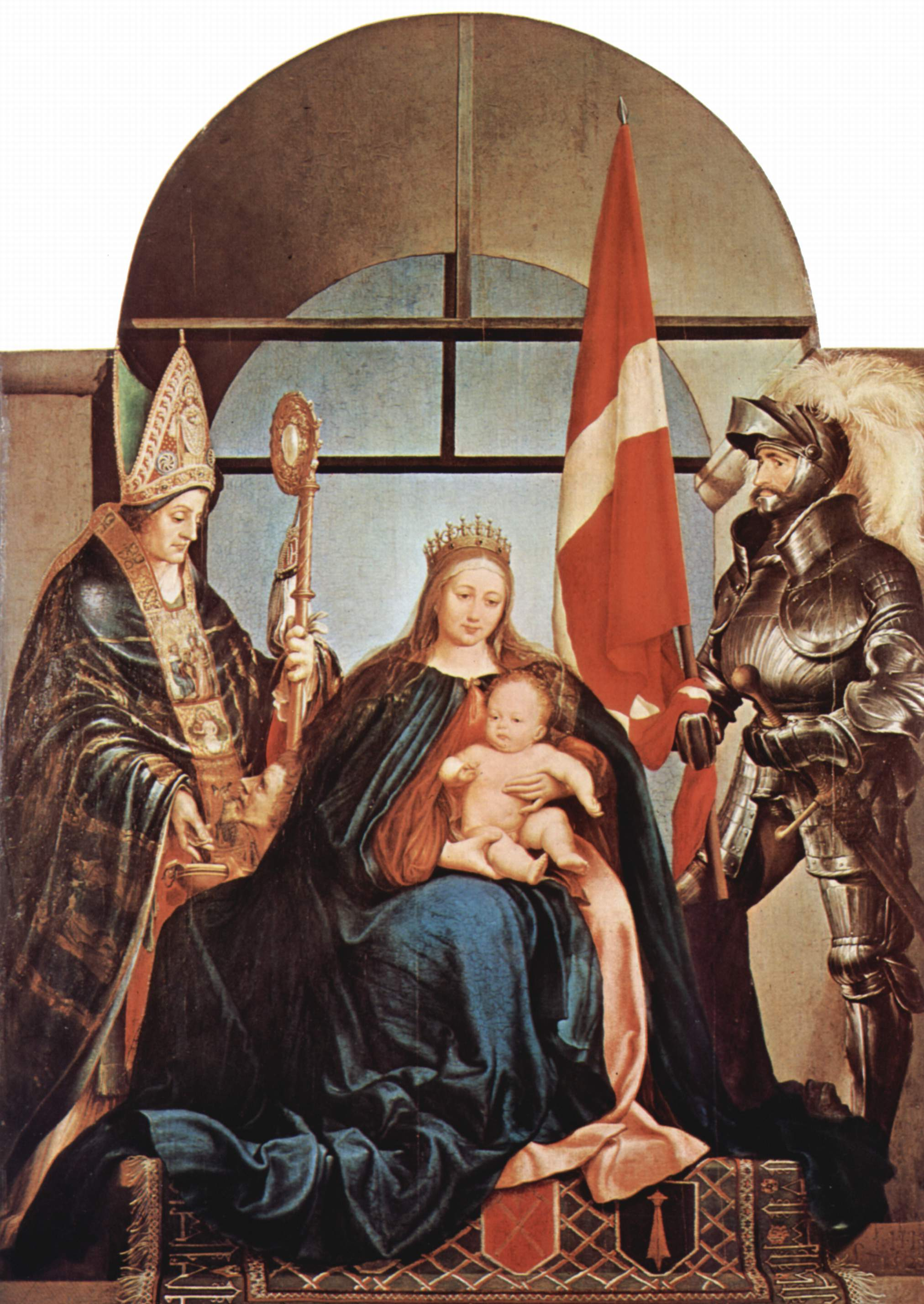
Madonna enthroned with child and two figures
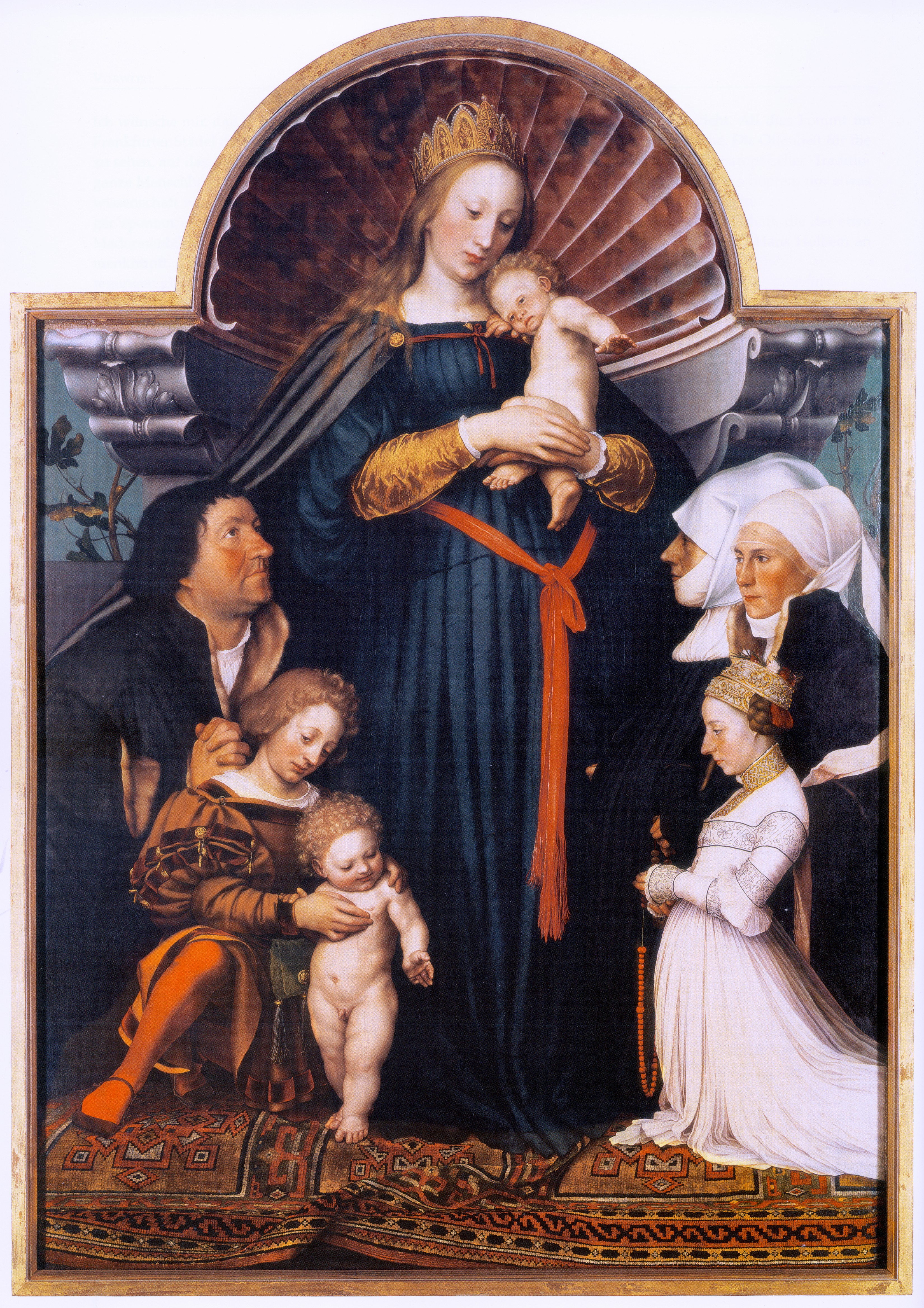
다름슈타트 마돈나
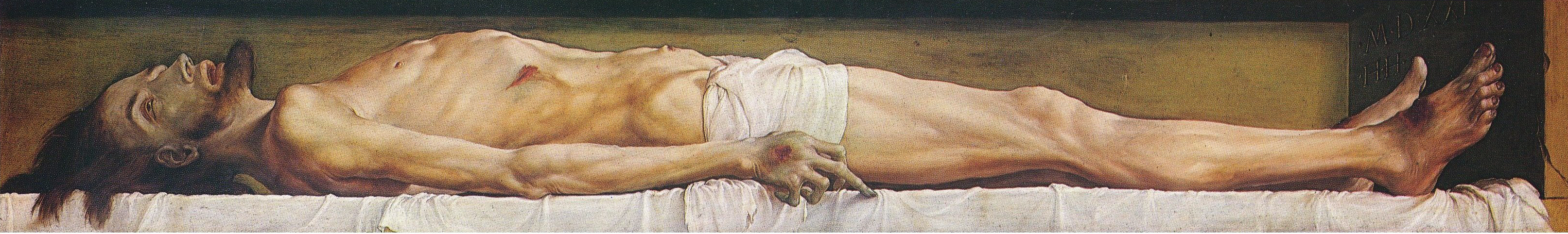
The Body of the Dead Christ in the Tomb

## 같이 보기
- 힐러리 맨텔